# دومينيك ريتر
دومينيك ريتر (23 يونيو 1989 - ) هو لاعب كرة قدم سويسري في مركز الدفاع. لعب مع نادي بازل ونادي فينترتور ونيوكاسل يونايتد جتس وFC Concordia Basel ‏.

## وصلات خارجية
- دومينيك ريتر على موقع قاعدة بيانات كرة القدم.إي يو (الإنجليزية)